# Uncharted (film)
Uncharted är amerikansk action-äventyrsfilm från 2022, regisserad av Ruben Fleischer och manus skrivet av Rafe Judkins, Art Marcum och Matt Holloway. Filmen är baserad på spelserien med samma namn av Naughty Dog.
Filmen hade biopremiär i Sverige den 16 februari 2022, utgiven av Sony Pictures.

## Handling
En skattjägare vid namn Nathan Drake, arvinge till upptäckaren Sir Francis Drake, tror att han har funnit platsen där den mytomspunna gyllene staden El Dorado finns.

## Rollista (i urval)
- Tom Holland – Nathan Drake
- Mark Wahlberg – Victor Sullivan
- Antonio Banderas – Santiago Moncada
- Sophia Ali – Chloe Frazer
- Tati Gabrielle – Braddock
- Rudy Pankow – Samuel "Sam" Drake
- Steven Waddington – The Scotsman